# Rolf Castell (Mediziner)
Rolf Friedrich Hermann Castell (geboren 30. Juni 1937 in Hannover) ist ein deutscher Kinder- und Jugendpsychiater und -psychotherapeut, Hochschullehrer, Autor und Herausgeber.

## Leben
Castell studierte Medizin an der Universität München sowie in Glasgow und legte am 30. April 1963 an der Medizinischen Fakultät der Universität München seine Dissertation ab zum Thema Versuche zur Bestimmung von Materialkonstanten der Muskelelastizität.
Von 1965 bis 1968 und erneut von 1970 bis 1971 arbeitete Castell als wissenschaftlicher Assistent am Münchener Max-Planck-Institut für Psychiatrie. Ab 1971 wirkte er als Facharzt für Psychiatrie und Neurologie, ab dem Folgejahr 1972 als Facharzt für Kinder- und Jugendpsychiatrie. Ab demselben Jahr und bis 1988 war er wissenschaftlicher Angestellter an der Kinderpoliklinik der Universität München.
Von 1988 bis 2002 leitete Castell die Abteilung für Kinder- und Jugendpsychiatrie und Psychotherapie der Psychiatrischen Klinik mit Poliklinik der Universität Erlangen-Nürnberg.
Anfang der 2000er Jahre hatte Rolf Castell seinen Wohnsitz in München.

## Werke
- Rolf Castell: Versuche zur Bestimmung von Materialkonstanten der Muskelelastizität. In: Zeitschrift für Biologie. Band 114, H. 4, 1964, S. 269–284.
- Alexander Marcus: Lernbehinderung. psychologische und medizinische Grundlagen der Förderung. Hrsg.: Rolf Castell. Ed. von Freisleben, Rimpar 1993, ISBN 978-3-930268-02-3.
- Patricia Amon: Intensive Förderung von Kindern in Schule und Heim. Ergebnisse einer Longitudinalstudie an bayerischen Diagnose- und Förderklassen und einer Studie über die Entwicklung von Heimkindern unter besonderen Förderbedingungen. Hrsg.: Rolf Castell. Ed. von Freisleben, Rimpar 1998, ISBN 978-3-930268-13-9.
- Patricia Amon, Birgit Beck, Rolf Castell, Werner Mall, Johannes Wilkes: Umschriebene Sprachentwicklungsrückstände bei Sonderschülern. In: Praxis der Kinderpsychologie und Kinderpsychiatrie. Band 42, Nr. 5, 1993, S. 151–156, doi:10.23668/psycharchives.9597.
- Johannes Wilkes, Patricia Amon, Birgit Beck, Rolf Castell, Werner Mall: Motorische Entwicklungsstörungen und psychiatrische Diagnosen bei Sonderschülern. In: Praxis der Kinderpsychologie und Kinderpsychiatrie. Band 42, Nr. 6, 1993, S. 198–204, doi:10.23668/psycharchives.9613.
- Patricia Amon, Birgit Beck, Rolf Castell, Christina Teicher, Achim Weigel: Intelligenz und sprachliche Leistungen bei Sonderschulkindern mit 7 und 9 Jahren. In: Praxis der Kinderpsychologie und Kinderpsychiatrie. Band 44, Nr. 6, 1995, S. 196–203, doi:10.23668/psycharchives.10744.
- Rolf Castell, Uwe-Jens Gerhard: Geschichte der Kinder- und Jugendpsychiatrie in Deutschland in den Jahren 1937 bis 1961. Vandenhoeck und Ruprecht, Göttingen 2003, ISBN 978-3-525-46174-7.
- Christian A. Rexroth, Dagmar Bussiek, Rolf Castell: Hermann Stutte. Die Bibliographie. Biographie – Abstracts – Kommentare. 1. Auflage. V & R Unipress, Göttingen 2003, ISBN 3-89971-107-6.
- Rolf Castell (Hrsg.): Hundert Jahre Kinder- und Jugendpsychiatrie. Biografien und Autobiografien. V & R Unipress, Göttingen 2008, ISBN 978-3-89971-509-5.
- Rolf Castell (Hrsg.): Hundert Jahre Kinder- und Jugendpsychiatrie. Biografien und Autobiografien. 1. Auflage. V & R Unipress, Göttingen 2009, ISBN 978-3-89971-658-0.